# Euparthenos
Euparthenos là một chi bướm đêm thuộc họ Erebidae.

## Loài
- Euparthenos nubilis Hübner, 1823